# Johann Carl Spies

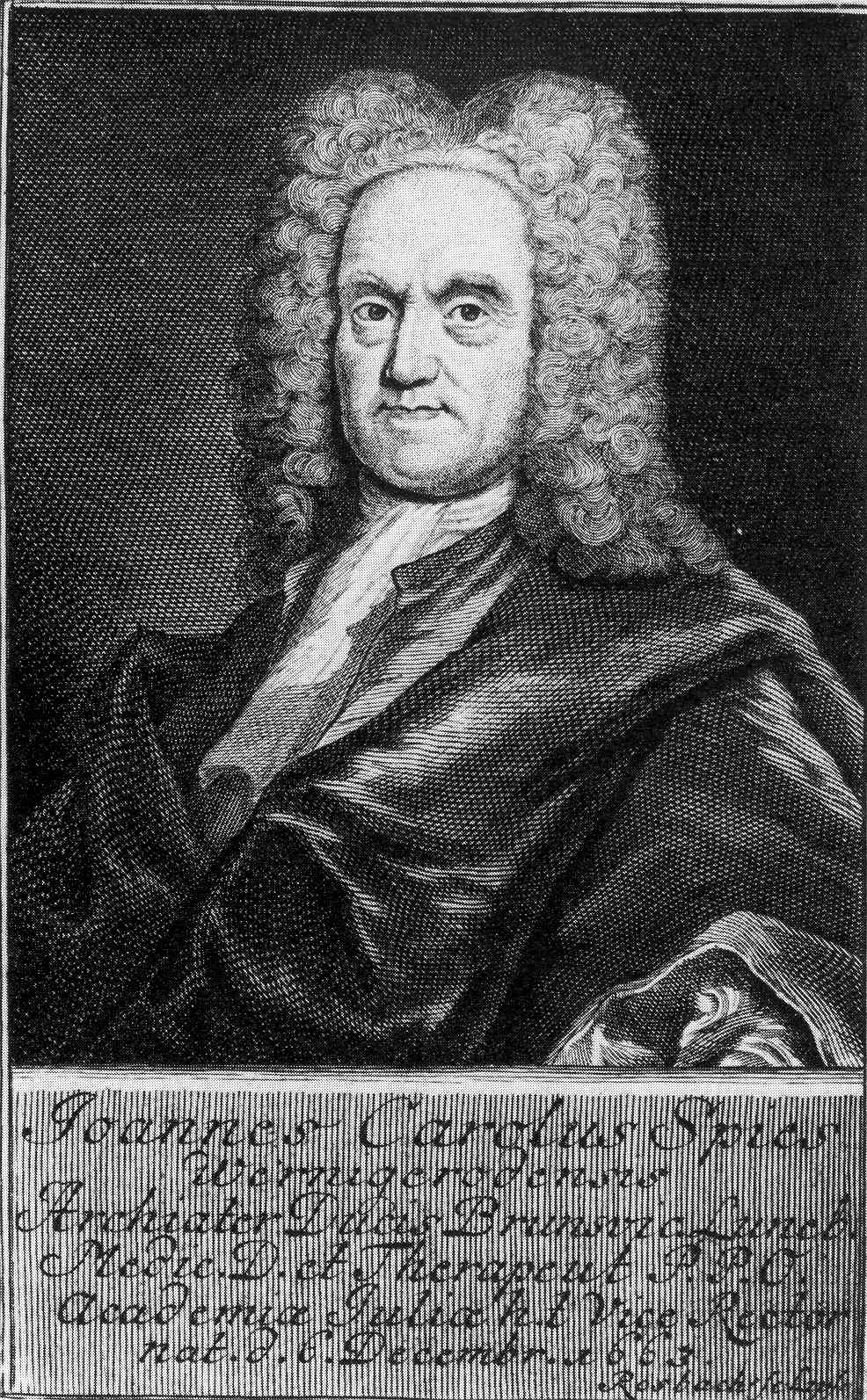
Johann Carl Spies

Johann Carl Spies, auch Spiess oder Spieß, (* 10. November 1663 in Wernigerode; † 12. Juli 1729 in Helmstedt) war ein deutscher Mediziner. Er war Hofmediziner des Herzogs Anton Ulrich von Braunschweig-Wolfenbüttel und Leibarzt dessen Sohnes August Wilhelm. Dieser verlieh ihm 1718 die Professur für Physiologie und Anatomie an der Universität Helmstedt, deren Prorektor er 1727 wurde.

## Leben
Spies wurde als Sohn von Johann Spiess († 1673), der gräflicher Amtsschösser war, und seiner Frau Sabina († 1708, geb. Ritter) geboren. Er wurde nach dem Tode des Vaters von einem Hauslehrer unterrichtet und besuchte von 1680 an die Lateinschule in Wernigerode. Anschließend begann er, in Wittenberg Medizin mit den Schwerpunkten Anatomie und Pflanzenkunde zu studieren. Er wechselte in den Folgejahren zunächst nach Jena und Leiden, ehe er 1683 sein Studium in Utrecht fortsetzte, wo er 1686 promoviert wurde. Spies war anschließend in Wernigerode und Ilsenburg tätig, ehe er als kurfürstlich-brandenburgischer Landphysicus des Holzkreises Magdeburg angestellt wurde. Im Jahr 1690 wurde er in Wernigerode Stadtphysikus und ab 1701 Leibarzt des Grafen zu Stolberg. 1706 gab er diese Stellung auf und ging auf Anraten von Freunden nach Wolfenbüttel, um dort Hofmedicus des Herzogs Anton Ulrich und später Leibarzt des Herzogs August Wilhelm zu werden. 1718 wurde Spies als Professor für Physiologie und Anatomie an die Universität Helmstedt berufen und übernahm 1721 zusätzlich die Professur für praktische Medizin und Therapie. Er wurde dreimal zum Dekan der Universität gewählt und schließlich 1727 dort stellvertretender Rektor. Spies verfasste mehrere medizinische Schriften mit Lehren für die Allgemeinheit und über die Anwendung einiger Arzneimittel, wie Brechwurz, Nieswurz oder Magnesia alba. Zudem war er Herausgeber der Historia Medica Rosmarini (Rosmarin in der Medizin). Er starb 1729 an den Folgen einer Krankheit, die er sich auf einer Reise zugezogen hatte. Spies war verheiratet, er hatte 16 Nachkommen, sieben Söhne und neun Töchter.

## Schriften (Auswahl)
- Melancholia hypochondriaca salivatione mercuriali exstirpata. 1704, OCLC 312725343.
- Der sichere und nützliche Gebrauch der Brechmittel im Anfang hitziger Krankheiten, besonders der Masern und Pooken. Wolfenbüttel 1709, OCLC 312725573.
- Der Panaceae solutivae, oder, Magnesiae albae eröffnete Unschuld. Darinnen derselben wahre Bereitung, vortrefflich Würckung, nichtige Beschuldigung und richtige Vertheidigung. Gottfried Freytags Buchladen, Wolfenbüttel um 1710, OCLC 18212164.
- Schatz der Gesundheit oder gründliche Anleitung zur Gesundheitspflege. Förster, Hannover 1711, OCLC 312726131.
- Die zwar gar kostbahre aber doch sehr heilsame Wurtzel Nisi. Nach ihren Namen, Gebuhrts-Orte, Kräfften u. Gebrauch. Wolffenbüttel 1711, OCLC 634772897.
- als Herausgeber: Rosmarini coronarii historia medica. Helmstedt 1718, (online).